# Matías Vuoso
Vicente José Matías Vuoso (Mar del Plata, Buenos Aires, Argentina, 3 de noviembre de 1981) es un exfutbolista argentino nacionalizado mexicano que se desempeñaba en la posición de delantero.

## Trayectoria
Inicios
Matías Vuoso comenzó su carrera en Argentina con Banfield de Mar del Plata, luego pasó al Independiente en donde debutó en la primera división el 6 de agosto de 2000, en el empate 1-1 contra Almagro. Jugó al lado de Diego Forlán. Vuoso anotó siete goles en 29 partidos la temporada 2000-01 y otros siete en 35 partidos en 2001-02. Dejó el club Argentino en junio de 2002 para firmar con el Manchester City, se fue al club inglés por £3,5 millones. Sin embargo, Vuoso no jugó ni un solo partido en el Manchester City, y posteriormente fue cedido al Santos Laguna para la temporada 2003-04.
Santos Laguna
Llega a México como refuerzo del Club Santos Laguna para el Torneo Apertura 2003 y rápidamente se convirtió en uno de los delanteros extranjeros más rentables en el fútbol mexicano. Su característica de extremo derecho cambió en México para convertirse en un hombre de área, pero con capacidad para jugar mucho con la pelota en los pies. El argentino logró el bicampeón de goleo con el Santos en los torneos Clausura 2005 y Apertura 2005.
Club América
Posteriormente es contratado por el Club América para el Torneo Apertura 2006, con la intención de hacer pareja con Salvador Cabañas, no obstante, no logró la consolidación adecuada.
Regreso al Santos Laguna
Regresó a Santos Laguna en enero del 2007. Tras recibir la nacionalidad mexicana en el 2007, Vuoso mencionó su interés de jugar para la Selección Mexicana. Incluso se rumoreaba que en el juego contra la selección de China, Vuoso sería una de las novedades del cuadro nacional (junto con Leandro Augusto), cosa que no se pudo llevar a cabo por la destitución de Hugo Sánchez como seleccionador . Matías Vuoso fue campeón con Santos en el Clausura 2008 en la final que jugaron contra Cruz Azul.
También se le recordará por ser el último jugador en meter un gol en el estadio corona, el 1 de noviembre de 2009 contra los pumas de la UNAM, en la que empataron 1-1 y fue el último partido de fútbol en el Corona. Por si esto fuera poco, anotó el primer gol del nuevo estadio Territorio Santos Modelo el 11 de noviembre de 2009, al minuto 6 contra el Santos FC de Brasil en el partido inaugural.
El 23 de mayo de 2010, el equipo de Santos Laguna disputó el segundo juego de la final en el estadio Nemesio Diez, en contra del equipo local, el Toluca FC. El marcador anterior (durante el partido de ida) fue de 2-2, y en ese partido el resultado fue de 0-0, donde falló dos oportunidades de anotar estando sólo frente al arquero rival. Pese a que el equipo de Santos Laguna parecía tener la victoria del encuentro, al tener el marcador de 3-1 a su favor en la tanda de penales, Matías Vuoso falló el penal que le hubiera dado la victoria al equipo lagunero, ocasionando que sus demás compañeros cedieran ante la presión fallando los próximos 2 tiros, situación la cual, el equipo de Toluca aprovechó para poner el marcador a su favor y así coronarse como campeones del torneo. A consecuencia del error en la serie de penales, la afición lagunera responsabiliza a Matías Vuoso el no haber logrado el campeonato, aunque lo recibió como un héroe, demostrándole un cariño incondicional. Este episodio sumado al bajo desempeño que venía demostrando, desenlazó en su transferencia por compra definitiva al Club América. Se reportó que Matías Vuoso fue quién pidió su salida del Club Santos Laguna durante una reunión que tuvo con la directiva del mismo.
Regreso al Club América
Tras una polémica transferencia millonaria, el América decide fichar a Matías Vuoso, equipo en el que pedía revancha deportiva.
El 24 de julio de 2010, debuta de manera oficial su segundo ciclo con el Club América enfrentando al Pachuca en el Estadio Hidalgo, con resultado de 3-0 a favor de los locales, partido correspondiente a la jornada uno del torneo apertura 2010.
Matias Vuoso convierte su primer gol con las águilas del América en la jornada dos de dicho torneo enfrentado a los jaguares de Chiapas en la cancha del Estadio Azteca, celebrado el 1 de agosto de 2010, cuando al minuto siete el uruguayo Vicente Sánchez filtró por aire un balón a Vuoso, quien ante la salida de Villalpando cruzó su remate para terminar con el cero en la pizarra, cabe decir que ese fue su gol número 100 en Primera División. También Vuoso ha marcado en los siguientes partidos contra el Atlas 1-1 empate, Monarcas 2-0 favor América y Toluca 2-1 a favor de Toluca.
Atlas de Guadalajara
El 30 de mayo de 2012 se anuncia su traspaso en compra definitiva al Atlas de Guadalajara. El 5 de noviembre de 2013 jugó la final de la Copa México contra el equipo de Monarcas Morelia, el partido terminó empatado a tres goles y en la tanda de penales Federico Vilar le atajó a Vuoso y a otros 2 jugadores rojinegros con lo que Monarcas se coronó campeón.
Cruz Azul
En julio de 2015 Matias Vuoso se incorpora a la Máquina Celeste con un contrato de 3 años. En el año 2016 el Club decide dejar de contar con sus servicios y rescinde el contrato con el futbolista.
Talleres de Córdoba
Llega al Club Atlético Talleres el 24 de agosto de 2016 con un contrato a préstamo por 6 meses, su llegada se suma a un rico plantel conformado por el Club con la intención de realizar una sólida campaña en la vuelta a la primera división.
Correcaminos de la UAT
El día miércoles 18 de enero de 2017 es presentado como nuevo refuerzo del conjunto naranja, para reforzar la delantera del conjunto tamaulipeco, en la búsqueda de conseguir el ascenso

## Estadísticas

### Clubes
| Club | Div.          | Temporada     | Liga  | Liga  | Liga   | Copas Nacionales(1) | Copas Nacionales(1) | Copas Nacionales(1) | Torneos Internacionales(2) | Torneos Internacionales(2) | Torneos Internacionales(2) | Total | Total | Total  | Media goleadora(3) |
| Club | Div.          | Temporada     | Part. | Goles | Asist. | Part.               | Goles               | Asist.              | Part.                      | Goles                      | Asist.                     | Part. | Goles | Asist. | Media goleadora(3) |
| --- | ------------- | ------------- | ----- | ----- | ------ | ------------------- | ------------------- | ------------------- | -------------------------- | -------------------------- | -------------------------- | ----- | ----- | ------ | ------------------ |
| Independiente Argentina |               |               |       |       |        |                     |                     |                     |                            |                            |                            |       |       |        |                    |
| 1.ª |               |               |       |       |        |                     |                     |                     |                            |                            |                            |       |       |        |                    |
| 2000-01 | 29            | 7             | 5     | —     | —      | —                   | 1                   | 0                   | 0                          | 30                         | 7                          | 5     | 0.23  |        |                    |
| 2001-02 | 36            | 7             | 6     | —     | —      | —                   | 7                   | 1                   | 0                          | 43                         | 8                          | 6     | 0.19  |        |                    |
| Total club | Total club    | 65            | 14    | 11    | 0      | 0                   | 0                   | 8                   | 1                          | 0                          | 73                         | 15    | 11    | 0.21   |                    |
| Manchester City Inglaterra |               |               |       |       |        |                     |                     |                     |                            |                            |                            |       |       |        |                    |
| 1.ª |               |               |       |       |        |                     |                     |                     |                            |                            |                            |       |       |        |                    |
| 2002-2003 | 0             | 0             | 0     | —     | —      | —                   | —                   | —                   | —                          | 0                          | 0                          | 0     | 0     |        |                    |
| Total club | Total club    | 0             | 0     | 0     | 0      | 0                   | 0                   | 0                   | 0                          | 0                          | 0                          | 0     | 0     | 0      |                    |
| Santos Laguna · México |               |               |       |       |        |                     |                     |                     |                            |                            |                            |       |       |        |                    |
| 1.ª | 2003-04       | 35            | 13    | 6     | 3      | 1                   | 0                   | 8                   | 4                          | 0                          | 46                         | 18    | 6     | 0.39   |                    |
| 1.ª | 2004-05       | 36            | 27    | 3     | 3      | 1                   | 0                   | —                   | —                          | —                          | 39                         | 28    | 3     | 0.72   |                    |
| 1.ª | 2005-06       | 31            | 17    | 8     | —      | —                   | —                   | —                   | —                          | —                          | 31                         | 17    | 8     | 0.55   |                    |
| 1.ª | 2007          | 13            | 2     | 0     | —      | —                   | —                   | —                   | —                          | —                          | 13                         | 2     | 0     | 0.15   |                    |
| 1.ª | 2007-08       | 41            | 21    | 16    | —      | —                   | —                   | —                   | —                          | —                          | 41                         | 21    | 16    | 0.51   |                    |
| 1.ª | 2008-09       | 34            | 6     | 9     | —      | —                   | —                   | 10                  | 4                          | 1                          | 44                         | 10    | 10    | 0.23   |                    |
| 1.ª | 2009-10       | 36            | 9     | 5     | 3      | 1                   | 1                   | 3                   | 2                          | 1                          | 42                         | 12    | 7     | 0.29   |                    |
| Total club | Total club    | 226           | 94    | 69    | 9      | 3                   | 1                   | 21                  | 10                         | 2                          | 256                        | 108   | 72    | 0.42   |                    |
| Club América · México |               |               |       |       |        |                     |                     |                     |                            |                            |                            |       |       |        |                    |
| 1.ª | 2006          | 20            | 5     | 5     | —      | —                   | —                   | 3                   | 0                          | 0                          | 23                         | 5     | 5     | 0.22   |                    |
| 1.ª | 2010-11       | 36            | 17    | 2     | —      | —                   | —                   | 8                   | 2                          | 0                          | 44                         | 19    | 2     | 0.43   |                    |
| 1.ª | 2011-12       | 27            | 5     | 3     | —      | —                   | —                   | —                   | —                          | —                          | 27                         | 5     | 3     | 0.19   |                    |
| Total club | Total club    | 83            | 27    | 10    | 0      | 0                   | 0                   | 11                  | 2                          | 0                          | 94                         | 29    | 10    | 0.30   |                    |
| Atlas de Guadalajara · México |               |               |       |       |        |                     |                     |                     |                            |                            |                            |       |       |        |                    |
| 1.ª |               |               |       |       |        |                     |                     |                     |                            |                            |                            |       |       |        |                    |
| 2012-13 | 31            | 5             | 2     | 3     | 1      | 1                   | —                   | —                   | —                          | 34                         | 6                          | 3     | 0.18  |        |                    |
| 2013-14 | 26            | 5             | 2     | 5     | 1      | 0                   | 0                   | 0                   | 0                          | 31                         | 6                          | 2     | 0.19  |        |                    |
| Total club | Total club    | 57            | 10    | 4     | 8      | 2                   | 1                   | 0                   | 0                          | 0                          | 65                         | 12    | 5     | 0.18   |                    |
| Chiapas FC · México |               |               |       |       |        |                     |                     |                     |                            |                            |                            |       |       |        |                    |
| 1.ª |               |               |       |       |        |                     |                     |                     |                            |                            |                            |       |       |        |                    |
| 2014-15 | 33            | 9             | 5     | —     | —      | —                   | —                   | —                   | —                          | 33                         | 9                          | 5     | 0.27  |        |                    |
| Total club | Total club    | 33            | 9     | 5     | 0      | 0                   | 0                   | 0                   | 0                          | 0                          | 33                         | 9     | 5     | 0.27   |                    |
| Cruz Azul · México |               |               |       |       |        |                     |                     |                     |                            |                            |                            |       |       |        |                    |
| 1.ª |               |               |       |       |        |                     |                     |                     |                            |                            |                            |       |       |        |                    |
| 2015-16 | 27            | 5             | 1     | 8     | 5      | 1                   | —                   | —                   | —                          | 35                         | 13                         | 2     | 0.37  |        |                    |
| Total club | Total club    | 27            | 5     | 1     | 8      | 5                   | 1                   | 0                   | 0                          | 0                          | 35                         | 13    | 2     | 0.34   |                    |
| Talleres de Córdoba Argentina |               |               |       |       |        |                     |                     |                     |                            |                            |                            |       |       |        |                    |
| 1.ª |               |               |       |       |        |                     |                     |                     |                            |                            |                            |       |       |        |                    |
| 2016 | 1             | 0             | 0     | —     | —      | —                   | —                   | —                   | —                          | 1                          | 0                          | 0     | 0.00  |        |                    |
| Total club | Total club    | 1             | 0     | 0     | 0      | 0                   | 0                   | 0                   | 0                          | 0                          | 1                          | 0     | 0     | 0.00   |                    |
| Correcaminos de la UAT · México |               |               |       |       |        |                     |                     |                     |                            |                            |                            |       |       |        |                    |
| 2ª |               |               |       |       |        |                     |                     |                     |                            |                            |                            |       |       |        |                    |
| 2017 | 12            | 2             | 0     | 2     | 0      | 0                   | -                   | -                   | -                          | 14                         | 2                          | 0     | 0.14  |        |                    |
| Total club | Total club    | 12            | 2     | 0     | 2      | 0                   | 0                   | -                   | -                          | -                          | 14                         | 2     | 0     | 0.14   |                    |
| Total carrera | Total carrera | Total carrera | 505   | 161   | 52     | 27                  | 10                  | 3                   | 40                         | 13                         | 2                          | 571   | 188   | 94     | 0.3                |
| (1)Incluye datos de la Copa México e InterLiga (2)Incluye datos de la Copa Mercosur, Concacaf Liga de Campeones, Mundial de Clubes y SuperLiga Norteamericana |               |               |       |       |        |                     |                     |                     |                            |                            |                            |       |       |        |                    |

## Selección nacional

### Categorías inferiores
Matías Vuoso formó parte de la Selección de fútbol de Argentina sub-20 en el año 2000 en la cual solo participó en partidos amistosos.

### Selección absoluta
El 25 de agosto del 2008, Vuoso recibió su primer llamado a la Selección mexicana de fútbol por parte del entrenador Sven-Göran Eriksson. Debutó el 6 de septiembre en el partido de México contra Jamaica en el Estadio Azteca, entró de cambio al minuto 79 en lugar de Carlos Vela; el Tricolor ganó 3-0.
El 15 de octubre del 2008, entró de cambio en la segunda mitad del encuentro frente a la selección canadiense y anotó su primer gol con México para poner el 2-2 final. Poco después, el 12 de noviembre en un duelo amistoso frente a la selección de Ecuador anotó su segundo gol en tiempo de compensación. En marzo del 2009 le anota dos goles a la Selección de fútbol de Bolivia, para que después el juego terminara 5-1 a favor de la selección mexicana.
El 11 de marzo del 2010 fue convocado por el estratega Javier Aguirre para sustituir al atacante Aldo de Nigris para los partidos amistosos contra la selección de Corea del Norte en Torreón e Islandia en Charlotte. Este suceso fue muy cuestionado debido a que Matías militaba en el Santos de Torreón, esto ocasiona el rumor de que solo era un truco de mercadotecnia para atraer más gente pero Matías respondió negativamente cuando se le cuestionó. Lamentablemente en el partido de la jornada 10 del Bicentenario 2010 ante Pachuca salió lesionado de distensión grado uno del aductor izquierdo por lo que su lugar fue reemplazado por Miguel Sabah de Monarcas Morelia, aunque igual jugó contra Islandia en Charlotte.
El 14 de marzo del 2015 fue considerado por el entrenador Miguel Herrera para disputar el partido amistoso contra Estados Unidos pero por problemas de papeles no se pudo llevar a cabo su convocatoria. Finalmente fue incluido en la lista de convocados para disputar la Copa América 2015. Siendo la figura del equipo al marcar dos goles para conseguir el empate frente a la selección sede. Formó parte del 11 ideal de la segunda fecha de la copa.
| Selección                | Partidos | Goles |
| ------------------------ | -------- | ----- |
| Amistosos                | 6        | 3     |
| Eliminatoria Mundialista | 6        | 1     |
| Copa América 2015        | 3        | 2     |

### Participaciones en fases finales y clasificatorias
| Competición                | Categoría | Sede                                 | Resultado    | Partidos | Goles |
| -------------------------- | --------- | ------------------------------------ | ------------ | -------- | ----- |
| Clasificación Mundial 2010 | Absoluta  | Norteamérica, Centroamérica y Caribe | Clasificado  | 6        | 1     |
| Copa América 2015          | Absoluta  | Chile                                | Primera fase | 2        | 2     |
| Total                      | –         | –                                    | –            | 8        | 3     |

#### Goles internacionales
| Gol | Fecha                   | Sede                                                      | Oponente | Marcador | Resultado | Competición                |
| --- | ----------------------- | --------------------------------------------------------- | -------- | -------- | --------- | -------------------------- |
| 1   | 15 de octubre de 2008   | Commonwealth Stadium, Edmonton, Canadá                    | Canadá   | 2-2      | 2-2       | Clasificación Mundial 2010 |
| 2   | 12 de noviembre de 2008 | Chase Field, Phoenix, Estados Unidos                      | Ecuador  | 2-1      | 2-1       | Amistoso                   |
| 3   | 11 de marzo de 2009     | Dick's Sporting Goods Park, Commerce City, Estados Unidos | Bolivia  | 2-0      | 5-1       | Amistoso                   |
| 4   | 11 de marzo de 2009     | Dick's Sporting Goods Park, Commerce City, Estados Unidos | Bolivia  | 4-0      | 5-1       | Amistoso                   |
| 5   | 15 de junio de 2015     | Estadio Nacional, Santiago, Chile                         | Chile    | 1-0      | 3-3       | Copa América 2015          |
| 6   | 15 de junio de 2015     | Estadio Nacional, Santiago, Chile                         | Chile    | 3-3      | 3-3       | Copa América 2015          |

## Palmarés
Campeonato nacional 
| Título        | Club               | País   |
| ------------- | ------------------ | ------ |
| Clausura 2008 | Club Santos Laguna | México |

 Otro campeonato 
| Título         | Club               | Sede   |
| -------------- | ------------------ | ------ |
| InterLiga 2004 | Club Santos Laguna | Carson |

### Distinciones individuales
| Distinción                                                      | Año  |
| --------------------------------------------------------------- | ---- |
| Campeón de goleo de la Primera División de México Clausura 2005 | 2005 |
| Campeón de goleo de la Primera División de México Apertura 2005 | 2005 |
| Once Ideal de la segunda fecha de la Copa América               | 2015 |